# La Pitahayita, Badiraguato
La Pitahayita är en ort i Mexiko.   Den ligger i kommunen Badiraguato och delstaten Sinaloa, i den västra delen av landet, 1 100 km nordväst om huvudstaden Mexico City. La Pitahayita ligger 978 meter över havet och antalet invånare är 102.
Terrängen runt La Pitahayita är huvudsakligen kuperad, men åt nordväst är den bergig. Runt La Pitahayita är det mycket glesbefolkat, med 6 invånare per kvadratkilometer. Närmaste större samhälle är Batacomito, 17,3 km väster om La Pitahayita. I omgivningarna runt La Pitahayita växer huvudsakligen savannskog.